# 프랑키
프랑키(Franky, フランキー)는 일본 만화 및 애니메이션 《원피스》(ONE PIECE)에 나오는 등장인물이다. 본명은 커티 프람이다.

## 개요
톰즈 워커스의 사장이자 전설적인 조선공 톰의 제자로, 톰이 죽은 뒤 자신의 몸을 사이보그로 개조하였다.
밀짚모자 해적단에게 새 해적선 사우전드 써니 호를 만들어 주고, 조선공으로 합류하였다.
기본적으로 최고의 조선공으로 배를 만드는 기술 하나만은 타의 추종을 불허한다. 이 때문에 처음에는 밀짚모자 해적단과 적대했음에도 불구하고 몽키 D. 루피가 프랑키와 화해하고 프랑키를 밀짚모자 해적단에 가입시켜서 프랑키에게 사우전드 써니 호라는 이름의 새로운 기함을 제작하게 했다. 프랑키의 조선기술은 일반인의 조선기술과 비교를 불허하며 그 때문에 일반인이 만든 고잉 메리 호가 쉽게 부서진 반면 프랑키가 만든 사우전드 써니 호는 고잉 메리 호보다 더한 충격을 가해도 부서지지 않았다.

## 외모

### 공통
1. 하늘색 머리카락
2. 하의는 입지 않고, 상의와 수영팬티만 입고 다닌다.

### 개조 전
1. 이마에 고글을 착용

### 1차 개조
배틀 프랑키(Battle Franky)의 준말. 원래 배틀 프랑키는 프랑키가 폐선섬에서 만든 전투용 보트 시리즈로, 개조를 한 자신의 신체에도 배틀 프랑키라는 이름을 붙였다.
1. 225cm의 키.
2. 리젠트머리
3. 선글라스 착용
4. 세갈래로 된 턱
5. 콜라 에너지가 풍족할 때는 앞머리가 높이 서 있지만 부족할 때는 내려온다.
6. 팔의 전완이 매우 두꺼우며 별이 그려져 있다.(이 별은 방패로도 쓰인다.)
7. 배에 콜라를 보관하는 냉장고가 있다.

### 2차 개조
1. 240cm로 더 커진 키.
2. 머리를 완전히 밀었다. 참고로 코를 3초 이상 누르면 어떤 머리로든 자유자재로 바꿀 수 있다.
3. 큰 팔 안에 작은 작업용 팔을 장치했다.
4. 팔에 공구함을 장착했다.
5. 선글라스는 1차 개조 때와는 다른 것을 쓰고 있다.
6. 개조 후유증 탓인지 다리에는 상반신을 지지할 지지대가 달려있다.

## 능력
프랑키의 능력은 사이보그의 특징을 이용한 강철 육체와 각종 무기이다. 프랑키는 콜라를 이용해서 몸을 움직이므로, 콜라가 많을수록 위력이 높아진다. 단, 콜라 이외의 물질을 넣으면 고장난다.

## 기술

#### BF-36
- 꾸(쿠) 드 팡(Coup de vent[g])
  - 양 팔을 앞으로 모은 뒤 콜라를 소비하여 엄청난 공기충격파를 쏜다. 프랑키의 필살기. 파워조절이 가능하다.
- 꾸(쿠) 뜨 뿡(Coup de boo)
  - 방귀를 뀌는 것처럼 엉덩이에서 꾸 뜨 방을 쏜다. 하지만 방귀도 같이 나와 냄새가 장난 아니다.
- 스트롱 라이트(Strong Right)
  - 오른손을 길게 늘여 공격한다.
- 빈즈 레프트(Beans Left)
  - 왼손에서 작은 탄환을 발사.
- 웨펀(폰)즈 레프트(Weapons Left)
  - 왼손에서 큰 탄환을 발사.
- 스트롱 헤머(Strong Hammer)
  - 강철주먹을 이용한 강력한 펀치 공격.
- 프레쉬 파이어(Fresh Fire)
  - 입에서 불을 내뿜는다.
- 별 실드(Star Shield)
  - 두툼한 팔을 부풀려 방어한다.
- 마스터 네일(Master Nail)
  - 입에서 못을 발사.
- 아우치 핑거(Ouch Finger)
  - 손가락에서 탄을 쏜다.
- 프랑키 켄타우로스(Franky Centaur)
  - 다리가 분리되어 2쌍의 다리가 된다. 상체가 뒤에 있다.
- 얼티메이트 해머(Ultimate Hammer)
  - 스트롱 해머의 출력을 최대로 올린 펀치 공격.
- 프랑키 트라이앵글 잭커 (Franky Triangle Jacker)
  - 강철 구레나룻을 부메랑처럼 날려 나선 방향으로 공격한다.
- 프랑키 복싱(Franky Boxing)
  - 빠른 속도로 주먹을 휘두른다. (고무고무 게틀링과 비슷한 기술)
- 프랑키 디스트로이 포(Franky Destroy Cannon)
  - 어깨가 올라가 포탄을 발사. 프랑키는 이 무기가 '추적 포탄'이라고 말했으나 실은 자신이 추적하는 것이었다.
- 프랑키 아이언 복싱(Franky Iron Boxing)
  - 프랑키 복싱 강화판. 전보다 엄청난 파워와 타격을 주며, 이 기술로 세뇨르 핑크를 쓰러뜨린다.
- 프랑키 스카이워크(Franky sky walk)
  - 빠른 속도로 계단을 만드는 기술 수명이 짧은게 흠
- 프랑키 무적(Franky invincibility)
  - 프랑키의 약점은 등,손이 닿지 못해 개조가 불가해서 등이 유일한 약점이다.등을 가려 등을 때리지 못하면 무적이라 생각해 그냥 드러눕는 기술이다.
- 프랑키 버터플라이(Franky butterfly)

빠른 속도로 수영하는 기술이다.
- 프라노스케 아이언 수플렉스(Franosk iron suplex)
  - 원래는 돈키호테 패밀리 중 한 명인 세뇨르 핑크의 '야옹야옹 수플렉스'라는 기술로 뒤에서 상대의 허리를 붙잡고 높게 점프를 한뒤, 공중에서 거꾸로 내려오면서 강하게 상대의 머리를 바닥에 강하게 내려찍는 기술.[h]

#### BF-37
- 프랑키 로켓 런처(Franky Rocket Launcher)
  - 어깨에서 3개의 미사일을 발사. 크라켄의 발도 한번에 파괴할 정도의 위력을 발휘한다.
- 프랑키 니플 라이트(Franky Nipple Lights)
  - 유두에서 강력한 라이트를 켠다.
- 프랑키 캐논(Franky Cannnon)
  - 양 어깨에서 대포를 꺼내 발사. '디스트로이 캐논'을 대체한 기술이다.
- 프랑키 파이어볼(Franky Fireball)
  - 입에서 불을 뿜어내는 기술. '프레쉬 파이어'를 한층 강화시킨 기술이다.
- 프랑키 라디칼 빔(Franky Radical Beam)
  - 팔을 모아 앞으로 뻗은 뒤 강력한 레이저를 발사. 매우 큰 위력을 발휘한다.
- 웨펀즈 레프트 - 꾸 드 방(Weapons Left - Coup de vent)
  - 왼손에서 꾸 드 방을 발사.

#### 철의 해적: 프랑키 장군(Iron Pirate: General Franky)
코뿔소 유닛 FR-U와 브라키오 탱크가 합체하여 탄생한 로봇이다. 정부의 과학자 Dr. 베가펑크의 기술에 와포루가 만든 형상기억합금 와포메탈을 도입하여 만들어졌다.
- 프랑키 스워드(Franky Sword)
  - 등에서 검을 뽑아 공격한다.
- 제너럴 실드 부메랑(General Shield Boomerang)
  - 어깨에서 떼어낸 실드를 적에게 던진다.
- 제너럴 캐논(General Cannon)
  - 프랑키 장군의 팔에 탑재한 꾸 드 방. 그 위력은 써니호의 어흥포와 맞먹는다.

#### 합동 기술
- 아르메 드 레르 로봇 슛(Armee De l'Air Robot Shoot)
  - 상디와의 합동 기술. 상디가 프랑키를 다리에 올려놓고 발차기로 날려준다.
- 수퍼 프레퍼 공(Super Frapper Gong)
  - 쵸파와의 합동 기술. 프랑키의 '스트롱 해머'와 쵸파의 '헤비 공'을 합친 기술이다.
- 6억 베리 잭팟(600,000,000 Belly Jack Pot)
  - 루피, 조로, 상디, 로빈, 프랑키의 합동기술. 각자의 주 공격기를 동시에 사용한다. 5명의 현상금을 합하면 6억 2100만 베리(3억+1억 2000만+7700만+8000만+4400만)지만 줄여서 6억 베리로 하여 이름을 붙였다.

## 인생

### 톰과의 인연
어린 시절, 프랑키는 해적인 부모에게 버림을 받고 형제와 같은 아이스버그와 W7(워터세븐)에서 전설의 조선공인 뿔복어 어인 톰의 제자가 되어 그로부터 배운 조선 기술을 차례대로 하나씩 자기 것으로 만들어간다.
그러나 톰이 골 D. 로저에게 해적선인 오로 잭슨 호를 제공하였다는 이유로 정부로부터 체포되어 바다열차 '퍼핑 톰'에 의해 에니에스 로비로 가던 도중 프랑키는 톰이 연행되는 것을 막기 위해
바다열차 퍼핑톰을 몸으로 막으려 하지만 결국 막지 못하고 만신창이가 된다. 결국, 톰은 처형되었고 프랑키는 다시는 배를 만들지 않기로 맹세했다.
그리고 만신창이가 된 몸은 본인 스스로 사이보그로 개조하고 이곳 저곳을 전전하며 배를 해체하는 작업으로 생계를 이어나간다.

### 프랑키 패밀리의 창단
그로부터 2년후 프랑키는 W7(워터 세븐)의 뒷골목으로 향한다. 그곳에서 방황하고 있던 잔바이일당, 그리고 매일 술만 마시는 키위, 모즈 등 뒷골목에 있던 일당들을 모두 끌어들여 프랑키 패밀리를 창단하게 된다.

### 워터세븐의 시장, 아이스버그와 재회
그 후 2년뒤 톰즈 워커스의 동료이자 형제였던 아이스버그와 재회를 했는데 그로부터 고대병기 플루톤의 설계도를 받는다. 과거 스팬담이 노렸던 이 설계도를 자신이 가진것을 알게되면 설계도가 위험할 것이라 여기던 아이스버그는 프랑키에게 넘겼던것이다. 그 후 이때부터 정부의 눈을 피하기 위해 본명인 커티 프람에서 프랑키로 개명을 한다.

### 루피와의 인연
프랑키와 루피의 첫 인연은 악연(惡緣)으로 시작된다. 그 이유는 바로 고잉 메리 호를 수리하기 위해 챙겼던 돈 3억 베리 중 우솝이 가지고 있던 2억베리를 빼앗었기 때문이다. 이에 분노한 루피 일당은 돈을 돌려받기 위해 온 것이 아닌 우솝을 짓밟고 비웃은 프랑키 패밀리를 처단한다. 부재중이던 프랑키가 돌아오고 이 사실을 알게 되자 프랑키는 루피를 찾고 다니고 마침내 결전을 펼치게 된다. 그러나 여기서 갈레라 컴퍼니 1번 도크 직공장 일행들도 아이스버그 살인 미수혐의를 갖고 있는 루피를 잡기 위해 가담한다.

### CP9의 에니에스 로비 연행
CP9의 일원이자 갈레라 컴퍼니 소속이었던 로브 루치, 카쿠, 칼리파, 그리고 술집 주인 블루노는 자신들의 정체를 공개하고 포네그리프를 해독하는 밀짚모자 해적단의 니코 로빈과 고대병기 설계도를 가지고 있는 혐의를 받고 있는 프랑키를 연행해간다. 그리고 CP9 장관 스팬담이 보는 앞에서 프랑키는 고대병기인 플루톤의 설계도면을 불태워 버린다.

### 사우전드 써니 호의 건조, 그리고밀짚모자 해적단합류
에니에스 로비에서 탈출에 성공한 밀짚모자 해적단과 프랑키, 그러나 밀짚모자 해적단의 고잉 메리 호가 좌초되자, 프랑키는 이들을 위해 배 건조를 하기로 결심한다. 그리고 아이스버그, 갈레라 1번 직공장들과 함께 새로운 배를 건조하게 되는데 그 배가 바로 사우전드 써니 호이다. 그리고 루피는 그토록 찾아 헤매던 조선공을 프랑키로 하기로 마음을 먹고 프랑키를 데려가기 위해 노력을 한다. 결국 프랑키는 밀짚모자 해적단의 조선공으로 합류하게 되며 루피의 8번째 동료가 되었다.

### 갑작스러운 완전붕괴 그리고 다시 재회를 위한 2년
스릴러 파크에서의 결전이 끝나고 브룩을 동료로 맡게 된 밀짚모자 해적단. 레드라인을 넘어가기 위해서 배를 코팅하고 어인섬을 향하려 샤본디 제도로 갔는데, 케이미와 하치를 구하기 위해서 루피가 천룡인을 패고 결국 해군대장 키자루, 파시피스트가 샤본디 제도로 오게 되었다. 3일뒤에 만나기로 하고 도망가던중 파시피스트와 키자루의 싸움에 격을 느껴버린 일행들은 도망치지만, 갑자기 등장한 바솔로뮤 쿠마의 등장으로 밀짚모자 해적단 전원 쿠마의 능력으로 뿔뿔히 흩어졌다. 프랑키는 닥터 베가펑크가 태어난 그랜드 라인 겨울섬 미래국 벌지모아에 떨어졌다. 루피의 소식을 신문으로 보게 된 프랑키는 베가펑크의 연구실에 있는 배를 타고 했지만 실험실에 있는 자폭버튼을 모르고서 눌렀다. 결국 베가펑크의 실험실(문화, 문명 쪽 자료들만 보관)은 폭발하고 프랑키는 살았지만, 왠지 흉한 얼굴이 되었다. 그 폭발로 인해서 숨겨진 실험실(무기, 장비쪽)을 발견하고 자기 몸을 제2차 개조하게 되었다.(프랑키의 실수가 2개의 이상한 전설을 만들어 냈다.)그렇게 2년뒤  바솔로뮤 쿠마가 사우전드 써니 호를 지키게 된  이유를 알게 되었고, 동료들과 합류하게 되었다. 2년 후, 현재는 드레스로자에서 돈키호테 패밀리 중 한 명인 세뇨르 핑크를 쓰러뜨리며, 현상금이 4400만 베리에서 9400만 베리로 오르게 된다. 현재는 와노쿠니에서 '프라노스케'라는 이름으로 목수로 등장하였다.

## 전투 상대
- 몽키 D. 루피
  - 싸웠으나 갈레라 컴퍼니에 의해 중단됨. (비김 판정)
  - 트라팔가 로의 수술수술 열매 능력으로 인해 쵸파와 몸이 뒤 바뀐 후에, 럼블볼을 먹고 괴물이 되어 폭주한 상태에서 이성을 잃고 루피를 막 공격하지만, 루피가 고무고무 엘리펀트 건으로 날려버림.(패배)
- 네로
  - 켄타우로스로 팔다리를 붙잡은 뒤 얼티메이트 해머로 승리.
- CP9 (로브 루치, 칼리파, 카쿠, 블루노)
  - 로빈을 구하기 위해 열차에 탔으나 결국 붙잡힘. (패배)
- 후쿠로
  - 공중에서 켄타우로스로 붙잡은 뒤 땅을 향해 꾸 드 방으로 날려버림. (승리)
- 로브 루치
  - 펀치를 날렸으나 도력이 4000인 루치에겐 통하지 않았다. 루치에게 공격을 받다가 루피에게 맡기고 로빈을 구하러 간다. (패배)
- 펑크프리드(스팬담의 코끼리 칼)
  - 총으로 위협하여 칼날로 바꾼 코를 원래대로 바꾸게 함. (승리)
- 스팬담
  - 펑크프리드의 코를 잡아 내려쳐 버려 승리.
- 베리굿
  - 송알 인간인 베리굿에겐 펀치가 통하지 않았으나, 베리굿의 몸을 조로가 검으로 다 되받아쳐주어서 머리만 남은 상태에서 잡고 날려버린다. (승리)
- 타라란 대장
  - 로빈과 함께 거미줄에 걸려 패배. 하지만 브룩에 의해 구출된다.
- 페로나
  - 홀로홀로 열매 능력자인 페로나의 네거티브 홀로우에 패배.
- 마인 오즈
  - 동료들과의 요격으로 승리.
- 겟코 모리아
  - 동료들과의 요격으로 승리.
- 바솔로뮤 쿠마
  - 스릴러 바크와 샤본디 제도에서 두 번 싸웠으나, 두 번 다 밀짚모자 해적단 일행 모두가 덤볐음에도 불구하고 패배. 바솔로뮤 쿠마의 도톰도톰 열매의 능력으로 어딘가로 날아가게 됨. 이 날, 샤본디 제도에서 밀짚모자 해적단은 '완전붕괴'를 맞이함.
- 날치 라이더스
  - 사우전드 써니 호의 비장무기 '어흥포'로 승리.
- 파시피스타 PX-4
  - 동료들과의 요격으로 승리.
- 카리브
  - 밧줄로 묶고, 던질려 했지만 봐주었다. 하지만 카리브가 나무통에 숨은 것을 보고 한 눈에 카리브가 악마의 열매 자연계의 능력자와 카리브가 거짓말했다는것을 알고 카리브를 나무통에 가두었다. (승리)
- 크라켄
  - 밀짚모자 해적단을 공격하려 할 때 신기술 프랑키 로켓런처로 막아냄. (승리)
- 이카로스 뭇히
  - 프랑키 라디칼 빔으로 승리. 레이저 빔이라 이카로스를 새까만 오징어 구이(?)로 만들어 버렸다.
- 록
  - 토니토니 쵸파와 몸이 바뀐 상태에서 럼블볼을 먹고 폭주해 괴물이 된 상태에서 난동을 부리다 얼떨결에 거대한 얼음덩어리를 록한테 내던져버린다. (승리)
- 시저 클라운
  - 시저가 주변 산소들을 모두 뽑아버려 의식을 잃음. (패배)
- 베이비 5 & 버팔로
  - 베이비 5와 버팔로의 합동 공격에 맞서 전투를 벌이나, 결과는 무승부.
- 세뇨르 핑크, 마하 바이스, 델린저, 바스티유 중장 부대
  - 우솝의 작전 성공을 위해 장난감 집 앞에서 단신으로 시간을 벌다가 패배.
- 세뇨르 핑크
  - 세뇨르 핑크와의 두번째 대결에서 마지막에 '프랑키 아이언 복싱'으로 승리. 세뇨르 핑크는 마지막에 아내와의 회상을 떠올리며 쓰러진다.
- 스케
  - 프라노스케 아이언 수플렉스로 승리.
- 오로치 오니와반슈
  - 조로를 향해 오로치 오니와반슈 부대들이 총들을 쏘는 동시에 사이보그인 자신의 몸으로 막은 후, 스트롱라이트로 쓰러뜨림.(승리)
- 사사키
  - 프랑키 래디컬 빔으로 승리.
- 제이가르시아 새턴 성
  - 새턴의 알 수 없는 능력에 의해 상디와 함께 몸을 움직일 수 없게 된다.(패배)
- 빈즈
  - 빈즈의 넝쿨넝쿨 열매 능력에 의해 붙잡힌다.(패배)
- 다이스
  - 스트롱 라이트로 다이스의 얼굴을 가격 하지만, 아무 소용 없었음. 오히려 프랑키의 펀치를 맞고 좋아했다.(비김)
- 길드 테소로 & 타나카
  - 테소로의 기지에 잡입한 뒤 테소로 부하들을 모두 쓰러뜨린 후, 루피와 도망치던 중 뒤에서 테소로의 능력으로 기습 공격당해 한 쪽 가슴을 관통당하며 쓰러진다.(패배)
  - 이후, 루피가 테소로와 싸우지만, 테소로에게 붙잡힌 루피가 내동댕이 쳐지는 동시에 타나카의 통과통과 열매 능력으로 인해 루피와 함께 바닥에 생긴 구멍으로 떨어진다.(패배)

## 같이 보기
- 사우전드 써니 호 - 밀짚모자 해적단에게서 빼앗았던 2억베리로 구매한 '보배로운 나무 아담'을 재료로 프랑키가 설계하고 갈레라의 조선공들과 함께 완성시킨 배. 골 D. 로저의 오로잭슨호도 아담으로 만들어졌다. 이 배를 만든 것이 인연이 되어 프랑키는 조선공의 자격으로 밀짚모자 해적단에 합류하게 된다. '사우전드 써니 호'란 이름은 뱃머리의 사자얼굴을 아이스버그가 태양으로 잘못알고 작명한 결과이다.

### 내용주
1. ↑  톤타타족들이 프랑키를 부르는 호칭.
2. ↑  와노쿠니에서 목수로 변장한 후 사용한 이름.
3. ↑  ABO 혈액형 기준 상 AB형.
4. ↑  수배서 사진은 프랑키장군이다.
5. ↑  현상금이 2억으로 오른 우솝을 엄청부러워도 못해 증오한다.
6. ↑  수배서 사진이 사우전드 써니 호다.
7. ↑  프랑스 어로 '강풍'
8. ↑  이 기술로 와노쿠니에서 프라노스케로 변장한 프랑키가 쿄시로 패밀리 중에 한 명인 스케를 쓰러뜨릴 때 사용한다.
9. ↑  이 사건 이후, 현상금이 2억으로 오른 우솝을 매우 부러워 하면서도 한 쪽으로는 매우 증오한다.